# Puente de metileno

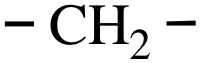
Puente metileno (grupo metanodiil).

Un puente de metileno, en química orgánica, es un espaciador de metileno o un grupo metanodiil es cualquier parte de una molécula con la fórmula -CH
2-; a saber, un átomo de carbono ligado a dos átomos de hidrógeno y conectado por enlaces simples a otros dos átomos distintos en el resto de la molécula. Es la unidad que se repite en el esqueleto de los alcanos no ramificados.
Un puente de metileno también puede actuar como un ligando bidentado que une dos metales en un compuesto de coordinación, como titanio y aluminio en el reactivo de Tebbe.
Un puente de metileno es frecuentemente llamado grupo metileno o simplemente metileno, como en 'cloruro de metileno' (diclorometano CH
2Cl
2). Sin embargo, el término grupo metileno (o 'metilideno') se aplica correctamente al grupo CH
2 cuando está conectado al resto de la molécula por un doble enlace, dándole propiedades químicas muy distintas a las de un puente del grupo CH
2.

## Reacciones
Los compuestos que poseen un puente de metileno ubicado entre dos grupos de extracción de electrones fuertes (como los grupos nitro, carbonilo o nitrilo) a veces se denominan compuestos de metileno activos. El tratamiento de estos con bases fuertes puede formar enolatos o carbaniones, que a menudo se usan en síntesis orgánicas. Entre los ejemplos se incluyen la condensación de Knoevenagel o la síntesis del éster malónico.

## Ejemplos
Algunos ejemplos de compuestos que contienen puentes de metileno incluyen:

Ácido malónico
Acetilacetona
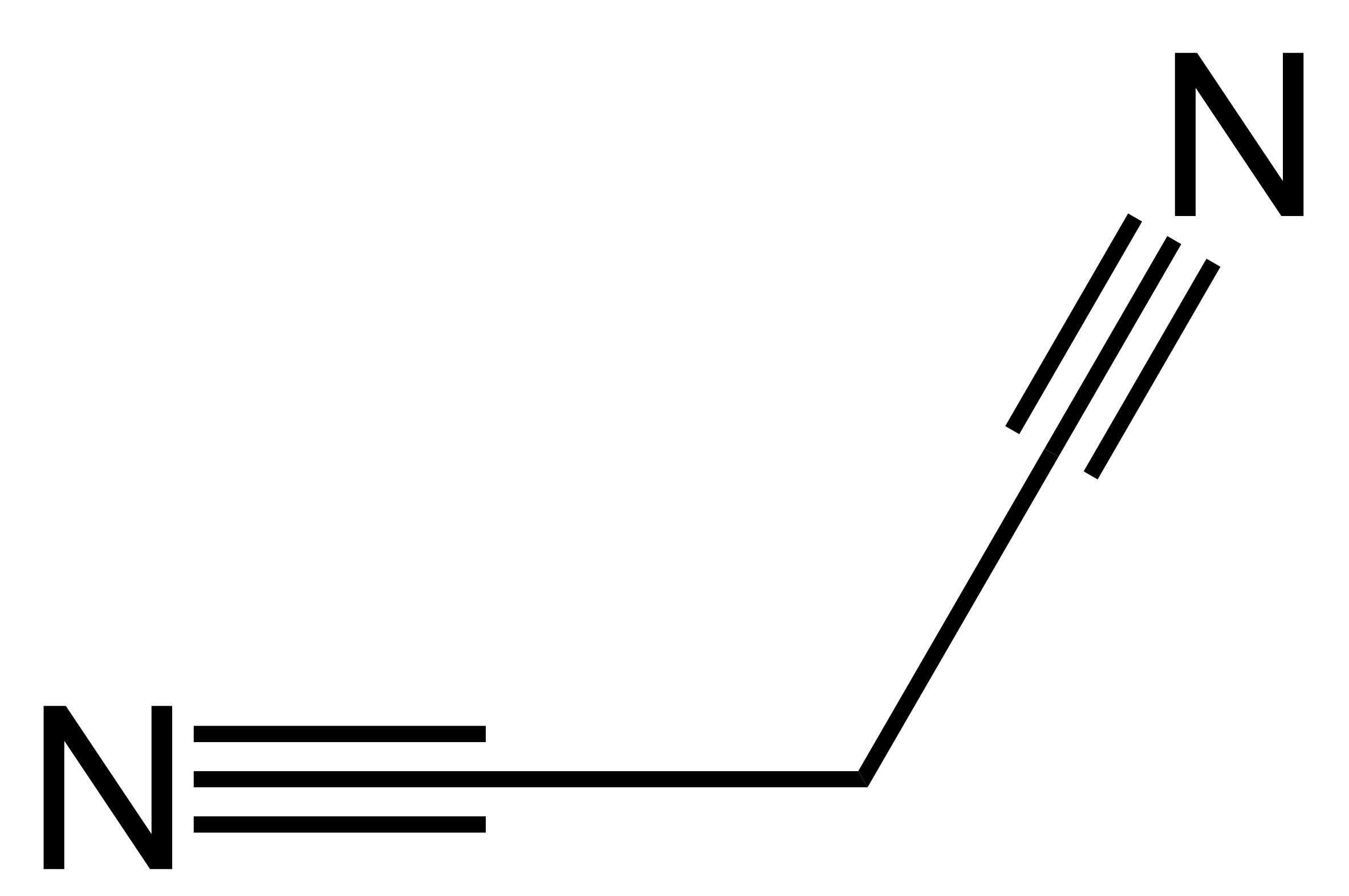
Malononitrilo